# Josef Masopust
Josef Masopust, (Střimice, 9. veljače 1931. – Prag, 29. lipnja 2015.), bio je češki nogometaš i trener, nogometni reprezentativac Čehoslovačke.
Josef Masopust je bio velika zvijezda u Čehoslovačkoj tijekom 1950-ih i 1960-ih godina. Dobitnik je Zlatne lopte 1962. Iste godine je s čehoslovačkom nogometnom reprezentacijom igrao u finalu Svjetkog prvenstva 1962. u Čileu. Sa svojim klubom Duklom iz Praga, Masopust je bio prvak Čehoslovačke osam puta.

## Vanjske poveznice
- (češ.) Praha6.cz: Kratki životopis  Arhivirana inačica izvorne stranice od 26. veljače 2016. (Wayback Machine)